# Isole White
Le isole White sono un arcipelago di isole rocciose e completamente ricoperte dai ghiacci situate davanti alla costa di Saunders, nella Terra di Marie Byrd, in Antartide. L'arcipelago, che si estende da nord a sud per circa 20 km e di cui le isole maggiori sono l'isola Olson, l'isola Webber e l'isola Chandler, è situato nella parte della Terra di Marie Byrd che si sovrappone alla parte nord-orientale della Dipendenza di Ross e si trova in particolare all'estremità orientale della piattaforma glaciale Swinburne, vicino al termine del ghiacciaio Butler, nella parte meridionale della baia di Sulzberger.

## Storia
Le diverse isole dell'arcipelago furono scoperte e delineate sempre più accuratamente nel corso di tre spedizioni antartiche comandate dall'ammiraglio Richard Evelyn Byrd e svoltesi nel 1928-30, nel 1933-35 e nel 1939-41, che inizialmente non le riconobbe come isole, definendole come "basse scogliere nevose" che si alzavano dal livello della piattaforma glaciale. In seguito, l'intero arcipelago fu mappato dai cartografi dello United States Geological Survey grazie a fotografie scattate dalla marina militare statunitense (USN) durante ricognizioni aeree effettuate nel periodo 1959-65, e così battezzato su proposta dell'ammiraglio Byrd in onore del dottor Paul Dudley White, noto specialista di malattie cardiache, che fu uno dei consulenti medici durante l'operazione Highjump, svolta nel 1946-47.